# Randal Douc
Pour les articles homonymes, voir Douc (homonymie).
Randal Douc est un acteur et mathématicien français, né le 23 août 1971 à Phnom Penh au Cambodge.
Enseignant-chercheur en mathématiques appliquées à l'École polytechnique, puis à Télécom SudParis, Randal Douc s'est également affirmé dans le milieu cinématographique, avec une première apparition aux côtés d'Isabelle Huppert dans Un barrage contre le Pacifique.

## Biographie
Randal Douc arrive en France en 1975, à l’âge de quatre ans. Tout en poursuivant des études scientifiques à l'École polytechnique et à l'ENST Paris, il reçoit une formation de comédien à l’École de Chaillot. D'abord enseignant-chercheur à l’École polytechnique (2001-2007), il devient en 2008 professeur en mathématiques appliquées à Télécom SudParis.

### Sciences
Ses recherches actuelles portent sur l'estimation des paramètres dans les modèles de Markov cachés (MMC), et plus précisément sur les méthodes séquentielles de Monte-Carlo.

### Théâtre

#### Écriture
- 2002 : Les Hommes désertés édition L'Harmattan, joué par la compagnie franco-cambodgienne Articule en 2006 au Théâtre Gérard Philipe d'Orléans.
- 2004 : Rouge de la guerre édition L'Harmattan.
- 2008 : La Course et la mémoire
- 2009 : Nul endroit du monde
- 2011 : Khyol

Ses textes ont été sélectionnés et travaillés dans divers festivals liés à l’écriture théâtrale contemporaine : Les Prétextes au TILF, Pur présent au CDN d’Orléans, Premières lignes au Studio Théâtre de la Comédie-Française, les Rencontres d’été à la chartreuse de Villeneuve-lès-Avignon, les Paris ouverts de Théâtre Ouvert, les présentations du pôle de formation continue du Théâtre national de Chaillot. Entre 2002 et 2004, il écrit le diptyque Teuk Dey dont le premier volet Les Hommes désertés a été sélectionné par la commission des Arts et Créations du ministère de la culture en 2005.

#### Représentations
- L'Étranger, d'Albert Camus, dans le cadre d’« Ensemble contre la peine de mort », théâtre de Bobino.
- Premiers pas dans la nuit, d'Azize Kabouche, studio du Théâtre national de Chaillot.
- Trajectoires, Collectif, Palais des Glaces. Prix d’originalité devant un jury présidé par Jean-Christophe Averty.
- 2008 : Quel avenir au théâtre ?, Christophe Maltot, Théâtre Gérard Philipe d’Orléans La Source.
- 2009 : Nul endroit du monde, Randal Douc, lecture et mise en scène par l’auteur, Théâtre du temps[5].
- 2011 : Voix du Cambodge, montage de textes d’Hélène Cixous, Pierre Loti, Dane Cuypers, Randal Douc, dans le cadre du festival Visages du Cambodge. Mise en scène : Brigitte Mougin. Espace L’Entrepôt. Paris 14e[6].

### Cinéma
Il fait sa première apparition cinématographique dans le film Un barrage contre le Pacifique en 2009, réalisé par Rithy Panh avec Isabelle Huppert et Gaspard Ulliel. Il y incarne le personnage de « Monsieur Jo ».

## Filmographie

### Cinéma
- 2009 : Un barrage contre le Pacifique de Rithy Panh : Monsieur Jo
- 2013 : L'Image manquante de Rithy Panh : le narrateur (voix)
- 2017 : Le Chemin de Jeanne Labrune : Sambath

### Télévision
- 2011 : Affaires étrangères de Vincenzo Marano
- 2024 : Les Oubliés du Delta de Leslie Gwinner : Mr Fong